# 喜劇 にっぽんのお婆あちゃん
『喜劇 にっぽんのお婆あちゃん』（きげき にっぽんのおばあちゃん）は、1962年（昭和37年）1月3日公開の日本映画である。M.I.I.プロダクション製作、松竹配給。監督は今井正。モノクロ、シネマスコープ、95分。
当時はあまり自覚されなかった「高齢化問題」を取り上げた社会派喜劇。
主演の北林谷栄、ミヤコ蝶々を始め、当時の老女・老人役で知られた名優たちが総出演している。
製作のM.I.I.プロダクションは本作のために設立され、名前は設立者の今井、市川喜一、水木洋子の3人の頭文字から取っている。
宣伝用資料・ポスター等でのタイトルは『喜劇・にっぽんのお婆あちゃん』で、主演はミヤコ蝶々・北林谷栄の順となっているが、本編のタイトルクレジットには『喜劇』は付かず『にっぽんのお婆あちゃん』となっており、主演も北林谷栄・ミヤコ蝶々と、宣伝資料とは逆になっている。第36回キネマ旬報ベストテン第9位。

## あらすじ
浅草仲見世のレコード屋の店先で橋幸夫のレコードに耳を傾けるふたりの老婆、くみとサト。互いに孝行息子を持つ楽隠居を装ってはいるが、くみは老人ホームを抜け出してきたところだし、サトは同居する息子夫婦との折り合いが悪く家出してきた身である。意気投合したふたりは道中、化粧品セールスマンの田口や親切な鶏めし屋の女子店員の昭子らとの交流を持ちつつ、行く当てもないまま浅草の街を彷徨する。一方その頃、くみが抜け出してきた老人ホームの福寿園では、くみの失踪の原因をめぐって入居老人たちや職員たちの間で一悶着おきていた。

## スタッフ
- 監督：今井正
- 製作：市川喜一
- 脚本・原作：水木洋子
- 撮影：中尾駿一郎
- 音楽：渡辺宙明
- 美術：江口準次
- 照明：平田光治
- 録音：安恵重遠
- 編集：河野秋和
- 助監督：下村尭二
- 製作主任：金丸益美

## キャスト
※クレジット順
- おとぼけばあさん・くみ：北林谷栄
- 喧嘩ばあさん・サト：ミヤコ蝶々
- 風船ばあさん・花：飯田蝶子
- ざあまさばあさん・わか：浦辺粂子（大映）
- 大食いばあさん・ハツ：原泉
- 横着ばあさん・艶：村瀬幸子
- いじわるばあさん・かく：岸輝子
- あそばせばあさん・末野：東山千栄子
- ロマンチックじいさん・安西：斎藤達雄
- インテリじいさん・鈴村：渡辺篤
- 皆勤主事・曽我：織田政雄
- 八掛見じいさん・象水：殿山泰司
- 政治家じいさん・大川：上田吉二郎
- 画家じいさん・多田：菅井一郎
- 優等生じいさん・関：左卜全
- 乞食じいさん・三谷：中村是好
- サトを保護するお巡りさん：柳谷寛
- 迷コック：清水金一
- モグモグじいさん・手塚：杉寛
- ノイローゼじいさん・加藤：小笠原章二郎
- 親分じいさん・杉山：山本礼三郎
- ニコニコ女子店員・昭子：十朱幸代
- ヒステリー女房・志保子：関千恵子
- 下町娘・ひろ子：五月女マリ
- 新米寮母・青木：市原悦子
- 栄養士：沢村貞子
- 団地亭主・達二（サトの息子）：渡辺文雄
- 捜索願を受付けるお巡りさん：渥美清
- 副園長・小野：小沢昭一
- 大道掛軸屋：三木のり平
- セールスマン・田口：木村功
- 純情園長さん・福田：田村高廣
- 酔っぱらいじいさん・兼井：伴淳三郎